# حزب سوسیال دموکرات آلمان
حزب سوسیال دمکرات آلمان (آلمانی: Sozialdemokratische Partei Deutschlands یا به اختصار SPD ;[zoˈtsi̯a:ldemoˌkʁa:tɪʃə paʁˌtaɪ ˈdɔʏtʃlants]) یک حزب سیاسی سوسیال دموکرات در آلمان است. این حزب به همراه اتحادیه دموکرات مسیحی آلمان (CDU) یکی از دو حزب سیاسی مهم معاصر در آلمان به‌شمار میرود.
حزب سوسیال دموکرات آلمان در سال ۱۸۶۳ تأسیس شد و قدیمی‌ترین حزب سیاسی آلمان است که همچنان در بوندستاگ فعالیت می‌کند. بسیاری از بزرگان سوسیالیسم زمانی نقش خود را در این حزب ایفا کرده بودند.برای مثال عصرجدید در واقع ارگان مطبوعاتی و نظری حزب سوسیال دموکرات آلمان محسوب می‌شد و نقش مهمی در نشر اندیشه‌های سوسیالیستی در سطح جهان داشته‌است. این حزب همچنین یکی از اولین احزاب تحت تأثیر مارکسیسم در جهان بود. از دهه ۱۸۹۰ تا اوایل قرن ۲۰، حزب سوسیال دموکرات آلمان بزرگترین حزب مارکسیست اروپا بود و همچنین به‌طور متوالی پرطرف‌دارترین حزب سیاسی آلمان به‌شمار می‌رفت. در طول جنگ جهانی اول، این حزب بین جریان‌های طرفدار جنگ و سوسیال دموکرات ضد جنگ تقسیم شد که برخی از اعضای ضدجنگ آن حزب کمونیست آلمان (KPD) را تشکیل دادند. SPD نقش اصلی را در انقلاب آلمان از ۱۹۱۸ تا ۱۹۱۹ ایفا کرد و مسئولیت اصلی تأسیس جمهوری ویمار را بر عهده داشت. فردریش ابرت، سیاستمدار حزب سوسیال دموکرات به عنوان اولین رئیس‌جمهور آلمان انتخاب شد و حزبش تا سال ۱۹۳۲ پرقدرت‌ترین حزب اروپایی بود. پس از قدرت گرفتن حزب نازی، حزب سوسیال دموکرات آلمان تنها حزبی در رایشستاگ بود که علیه قانون تفویض اختیارات ۱۹۳۳ که به هیتلر اختیارات تام برای تبدیل حکومتش به یک نظام دیکتاتوری می‌داد، رأی داد. حزب سوسیال دموکرات متعاقباً در سال ۱۹۳۳ همراه با همه احزاب غیر از حزب ملی کارگران سوسیالیست ممنوع شد. حزب سوسیال دموکرات بعد از آن در تبعید به فعالیت خود ادامه داد.
پس از جنگ جهانی دوم، حزب سوسیال دموکرات مجدداً در آلمان تأسیس شد. شعبه این حزب در آلمان شرقی مجبور شد با حزب کمونیست آلمان ادغام شود و حزب اتحاد سوسیالیستی آلمان را تشکیل دهد. در آلمان غربی حزب سوسیال دموکرات یکی از دو حزب مهم در کنار حزب اتحادیه (اتحادیه دموکرات مسیحی / سوسیال مسیحی) شد. در برنامه گودزبرگ، حزب سوسیال دموکرات از تعهد خود به مارکسیسم صرف‌نظر کرد و به یک حزب بزرگ با گرایش چپ‌میانه تبدیل شد. این حزب از سال ۱۹۶۹ تا ۱۹۸۲ و دوباره از ۱۹۹۸ تا ۲۰۰۵ دولت فدرال آلمان را رهبری کرد. همچنین از سال ۱۹۶۶ تا ۱۹۶۹ و ۲۰۰۵ تا ۲۰۰۹ و همچنین از سال ۲۰۱۳ به بعد در ائتلاف بزرگ با حزب اتحادیه برای تشکیل دولت فدرال شرکت داشت. ساسکیا اسکن و نوربرت والتر بوریانس از زمان انتخابات رهبری حزب در سال ۲۰۱۹ رهبران این حزب هستند. این حزب با کسب ۲۰٫۵ درصد از آرای انتخاباتی در انتخابات فدرال ۲۰۱۷، دومین حزب بزرگ در بوندستاگ با ۱۵۲ از ۷۰۹ کرسی است. در حال حاضر حزب سوسیال دموکرات شریک ائتلافی دولت آلمان به رهبری حزب اتحادیه است که از ۲۰۱۳ تاکنون ادامه یافته‌است. این حزب همچنین در یازده دولت از شانزده دولت ایالتی آلمان حضور دارد و در هفت ایالت حزب اصلی در دولت است.
حزب سوسیال دموکرات آلمان مواضعی طرفدار اتحادیه اروپا دارد و عضوی از حزب سوسیالیستهای اروپا است و تحت گروه حزبی اتحاد پیشرو سوسیالیستها و دموکراتها در پارلمان اروپا به فعالیت مشغول است. این حزب با ۱۶ نماینده پارلمان اروپا سومین حزب بزرگ در این گروه پارلمانی است. حزب سوسیال دموکرات آلمان همچنین از اعضای بنیانگذار انترناسیونال سوسیالیست بود، اما در سال ۲۰۱۳ پس از انتقاد از پذیرش احزاب اقتدارگرا در انترناسیونال سوسیالیسم، از این گروه جدا شد. سپس این حزب اتحاد پیشرو را بنیان نهاد و که احزاب دیگری در سراسر جهان به آن پیوستند. پیش از این، حزب سوسیال دموکرات عضو بنیانگذار انترناسیونال دوم و انترناسیونال بین‌المللی کار و سوسیالیست بود.

## تاریخ

آمار عضویت حزب سوسیال دموکرات (به هزار نفر) از سال ۱۹۴۵ تاکنون

حزب سوسیال دموکرات آلمان ریشه در انجمن عمومی کارگران آلمان (تأسیس ۱۸۶۳) و حزب کارگران سوسیال دموکرات (تأسیس ۱۸۶۹) دارد. این دو گروه در سال ۱۸۷۵ با هم ادغام شدند و حزب کارگران سوسیالیست آلمان را ایجاد کردند (Sozialistische Arbeiterpartei Deutschlands) از سال ۱۸۷۸ تا ۱۸۹۰، قوانین ضد سوسیالیستی در آلمان هرگونه تشکیل گروه یا ملاقات با هدف گسترش اصول سوسیالیستی را ممنوع کرد، اما این حزب همچنان در انتخابات مورد حمایت قرار گرفت. در سال ۱۸۹۰ ممنوعیت فعالیت احزاب سوسیالیستی برداشته شد و این حزب دوباره می‌توانست لیست‌های انتخاباتی خود را ارائه دهد، در این زمان حزب کارگران سوسیال دموکرات نام خود را به حزب سوسیال دموکرات آلمان تغییر داد که این نام تاکنون مورد استفاده قرار گرفته‌است. حزب سوسیال دموکرات در آن زمان بزرگترین حزب مارکسیست در اروپا و بعد از آن به‌طور مداوم محبوب‌ترین حزب در انتخابات فدرال آلمان از سال ۱۸۹۰ به بعد بود
در سالهای منتهی به جنگ جهانی اول، حزب سوسیال دموکرات آلمان از نظر ایدئولوژیک حزبی رادیکال باقی ماند، اگرچه بسیاری از مقامات حزب در سیاست‌های کلی حزبی به اعتدال گرایش داشتند. به گفته راجر ایتول و آنتونی رایت، حزب سوسیال دموکرات آلمان به حزب طرفدار اصلاحات تبدیل شد بود که با سیاست‌های مبتنی بر سوسیال دموکراسی نمونه‌ای از «حزبی است که پس از تحول سوسیالیستی جامعه، برای پیشبرد اصلاحات دموکراتیک و اقتصادی تلاش می‌کند». آنها تأکید می‌کنند که این پیشرفت اصلی‌ترین مولفه برای درک سوسیال دموکراسی قرن بیستم است که حزب سوسیال دموکرات آلمان تأثیر عمده ای در آن داشت. در انتخابات فدرال ۱۹۱۲، حزب سوسیال دموکرات آلمان ۳۴٫۸٪ آرا را به دست آورد و سرانجام با ۱۱۰ کرسی بزرگترین حزب در رایشستاگ شد، اگرچه همچنان با موانعی برای تشکیل دولت مواجه بود علی‌رغم موافقت انترناسیونال دوم برای مخالفت با نظامی‌گری، حزب سوسیال دموکرات از درگیر شدن آلمان در جنگ حمایت کرد و به همین دلیل با آتش‌بس مدنی قیصر آلمان موافقت کرده و از دعوت به اعتصاب یا انتقاد از دولت خودداری کرد. انگیزه حزب در این تصمیم، نظر آنان در مورد روسیه تزاری بعنوان بزرگ‌ترین دشمن سوسیالیست‌ها و طبقه کارگر بود. مخالفت داخلی در حزب با این سیاست در طول جنگ افزایش پیدا کرد. اعضای ضد جنگ در سال‌های ۱۹۱۶ و ۱۹۱۷ از حزب اخراج شدند و این منجر به تشکیل حزب مستقل سوسیال دموکرات آلمان (USPD) شد.
حزب سوسیال دموکرات نقشی اساسی در انقلاب آلمان از ۱۹۱۸ تا ۱۹۱۹ ایفا کرد. در ۹ نوامبر ۱۹۱۸، فردریش ابرت، عضو اصلی حزب، به عنوان صدراعظم منصوب شد و همکار سوسیال دموکرات وی فیلیپ شیدمان، تشکیل جمهوری آلمان و براندازی نظام سلطنتی را اعلام کرد. دولت در ماه‌های بعد آن اصلاحاتی را در آلمان به پیش برد و آزادی‌های مدنی و حقوق کارگران را به تصویب رساند. با این حال دولت سوسیال دموکرات که متعهد به لیبرال دموکراسی پارلمانی بود، با استفاده از نیروهای شبه‌نظامی، خیزشهایی که گروه‌های کمونیست آغار کرده بودند را بشدت سرکوب کرد. این سرکوب منجر به شکاف دائمی بین حزب سوسیال دموکرات و حزب سوسیال دموکرات مستقل آلمان (بعداً حزب کمونیست آلمان) شد. حزب سوسیال دموکرات بزرگترین حزب در طول ۱۳ سال اول جمهوری جدید ایمار بود. این حزب به‌طور قاطعانه در انتخابات ۱۹۱۹ فدرال با ۳۷٫۹٪ آرا پیروز شد و ابرت در فوریه همان سال اولین رئیس‌جمهور آلمان شد مقام صدراعظمی آلمان تا انتخابات فدرال فوریه ۱۹۲۰ در دست سوسیال دموکرات‌ها باقی مانده بودتوسط سوسیال دموکرات‌ها باقی مانده بود تا اینکه حزب سوسیال دموکرات بخش قابل توجهی از کرسی‌های خود را در این انتخابات از دست داد و آرای آن به ۲۲٪ سقوط کرد. پس از این، حزب سوسیال دموکرات مقام صدارت عظمی را به احزاب دیگر واگذار کرد، اگرچه تا سال ۱۹۲۴ بخشی از دولت ائتلافی باقی ماند. ابرت در سال ۱۹۲۵ درگذشت و پاول فون هیندنبورگ که یک سیاستمدار محافظه کار بود جانشین او شد. با این حال پس از موفقیت حزب سوسیال دموکرات در انتخابات فدرال ۱۹۲۸ ، هرمان مولر از این حزب به مقام صدارت رسید.
کمی بعد، رکود بزرگ ضربه سنگینی به اقتصاد آلمان وارد کرد و مولر به دلیل ناتوانی در مدیریت بحران در سال ۱۹۳۰ استعفا داد. حزب سوسیال دموکرات به دلیل افزایش محبوبیت حزب نازی و تسلط محافظه کاران بر دولت، با توسل مکرر رئیس‌جمهور فون هیندنبورگ به اختیارات اضطراری رئیس‌جمهوری، از قدرت کنار گذاشته شد. در این زمان شاخه شبه نظامی حزب سوسیال دموکرات، اغلب درگیر برخوردهای خشونت‌آمیز با شبه‌نظامیان اس‌آ از حزب نازی بود. نازی‌ها در انتخابات ژوئیه ۱۹۳۲ از حزب سوسیال دموکرات پیشی گرفتند و آدولف هیتلر در ژانویه ۱۹۳۳ به سمت صدراعظم آلمان منصوب شد. از میان احزاب حاضر در رایشتاگ در جریان تصویب قانون تفویض اختیارات، حزب سوسیال دموکرات تنها حزبی بود که رأی مخالف داد. بیشتر نمایندگان حزب کمونیست آلمان پیش از رای‌گیری دستگیر شده بودند. تمام فعالیت‌های حزب سوسیال دموکرات آلمان به‌طور رسمی در ماه ژوئن ۱۹۳۳ ممنوع شدند. متعاقباً بسیاری از اعضای حزب توسط دولت نازی زندانی و کشته شدند و بقیه از آلمان فرار کردند. اعضای باقی‌مانده حزب، سپس در تبعید به فعالیت خود ادامه دادند.
پس از پایان جنگ جهانی دوم، حزب سوسیال دموکرات در مناطق اشغال‌شده توسط کشورهای غربی در سال ۱۹۴۵ اجازه فعالیت پیدا کرد. در منطقه تحت اشغال شوروی، در سال ۱۹۴۶ حزب سوسیال دموکرات به اجبار با حزب کمونیست ادغام شد و حزب اتحاد سوسیالیست آلمان (SED) را تشکیل داد. این حزب تا سال ۱۹۸۹ حزب حاکم در آلمان شرقی بود. در آلمان غربی، حزب سوسیال دموکرات در کنار اتحادیه دموکراتیک مسیحی (CDU) به یکی از دو حزب بزرگ تبدیل شد. در نخستین انتخابات فدرال ۱۹۴۹، این حزب با ۲۹٫۲٪ آرا در رده دوم قرار گرفت و به مخالفت با دولت تشکیل شده از حزب دموکرات مسیحی آلمان پرداخت. حزب سوسیال دموکرات در برنامه گودسبرگ خود در سال ۱۹۵۹ از تعهد خود به مارکسیسم صرف نظر کرد و سعی در جلب نظر رای‌دهندگان طبقه متوسط داشت و به یک حزب با ایدئولوژی چپ میانه تبدیل شد.
سرانجام در سال ۱۹۶۶ پس از ۱۷ سال حضور در اپوزیسیون، حزب سوسیال دموکرات حاضر شد در یک دولت ائتلافی با حضور حزب دموکرات مسیحی آلمان شرکت کند. این ائتلاف سه سال به‌طور انجامید. پس از انتخابات فدرال ۱۹۶۹ ، ویلی برانت از حزب SPD در ائتلافی با حزب لیبرال دموکرات آزاد (FDP) صدراعظم آلمان شد. دولت وی سعی در عادی سازی روابط با آلمان شرقی و بلوک شرق داشت، سیاستی که به اوست‌پولیتیک معروف است. این حزب در انتخابات فدرال سال ۱۹۷۲ در آلمان غربی با ۴۵/۸٪ آرا بهترین نتیجه انتخاباتی تاریخ خود کسب کرد و توانست بزرگترین جناح سیاسی در بوندستاگ را تشکیل دهد. پس از استعفای برانت در سال ۱۹۷۴، هلموت اشمیت جانشین وی تا سال ۱۹۸۲ به عنوان صدراعظم خدمت کرد. در انتخابات فدرال سال ۱۹۸۲ حزب سوسیال دموکرات نتایج خوبی کسب نکرد و به اپوزیسیون برگشت. در طول انقلاب صلح آمیز در آلمان شرقی، حزب سوسیال دموکرات در آلمان شرقی دوباره کار خود را از سر گرفت. این حزب در سال ۱۹۹۰، کمی قبل از اتحاد آلمان، با حزب سوسیال دموکرات آلمان غربی ادغام شد.
حزب سوسیال دموکرات آلمان تحت رهبری گرهارد شرودر، دوباره پس از انتخابات فدرال ۱۹۹۸ در ائتلاف با حزب سبز موفق به تشکیل دولت شد. این حزب در انتخابات بعدی در سال ۲۰۰۲ هم پیروز شد، اما در انتخابات فدرال سال ۲۰۰۵ با اختلاف اندکی از حزب دموکرات مسیحی شکست خورد و شرودر بعنوان رهبر حزب قدرت را به آنگلا مرکل واگذار کرد. با این‌حال حزب سوسیال دموکرات تا سال ۲۰۰۹ همچنان در دولت ائتلافی به رهبری حزب اتحادیه دموکرات مسیحی باقی ماند. بعد از یک دوره چهار ساله حضور در اپوزیسیون از سال ۲۰۰۹ تا ۲۰۱۳ که حزب اتحادیه موفق به تشکیل دولت با حزب دموکرات آزاد شده بود، از سال ۲۰۱۳ سوسیال دموکرات‌ها با حضور در دولت ائتلافی به رهبری اتحادیه دموکرات مسیحی موافقت کردند. این حضور در ائتلاف بزرگ در انتخابات فدرال ۲۰۱۷ نیز تمدید شد.

## پلتفورم انتخاباتی
حزب سوسیال دموکرات به عنوان یک حزب مارکسیست در سال ۱۸۷۵ تأسیس شد. با این حال سوسیال دموکرات‌ها در برنامه کلی حزبی خود تجدید نظر اساسی کردند، به این معنا که برنامه حزبی سال ۱۹۲۵ (که به برنامه هایدلبرگ معروف بود) و خواهان «تبدیل مالکیت خصوصی ابزار تولید به مالکیت اجتماعی» بود در سال ۱۹۵۹ به برنامه گودزبرگ تغییر پیدا کرد. هدف برنامه گودزبرگ گسترش پایگاه رای‌دهندگان و حرکت موقعیت سیاسی حزب سوسیال دموکرات به سمت مرکز بود. پس از جنگ جهانی دوم، حزب سوسیال دموکرات تحت رهبری کورت شوماخر دوباره خود را به عنوان یک حزب سوسیالیست که منافع طبقه کارگر و اتحادیه‌های کارگری را نمایندگی می‌کرد، تثبیت کرد. با برنامه گودزبرگ، این حزب از یک حزب طبقه کارگر سوسیالیست به یک حزب سوسیال دموکرات مدرن که در درون سرمایه‌داری لیبرال فعالیت می‌کند، تبدیل شد. آخرین برنامه حزب سوسیال دموکرات در سال ۲۰۰۷ در هامبورگ، "سوسیالیسم دموکراتیک را به عنوان نظم اقتصاد، دولت و جامعه توصیف می‌کند که در آن حقوق اساسی مدنی، سیاسی، اجتماعی و اقتصادی برای همه مردم تضمین شده‌است، همه مردم بدون استثمار، ظلم و خشونت زندگی می‌کنند که به دلیل امنیت اجتماعی و انسانی است "و به عنوان" چشم انداز جامعه ای آزاد، عادلانه و هم‌بسته"، تحقق آن به عنوان" وظیفه دائمی" در حزب مورد تأکید است. سوسیال دموکراسی در این حزب به عنوان "یک اصل" مورد تأکید قرار دارد.

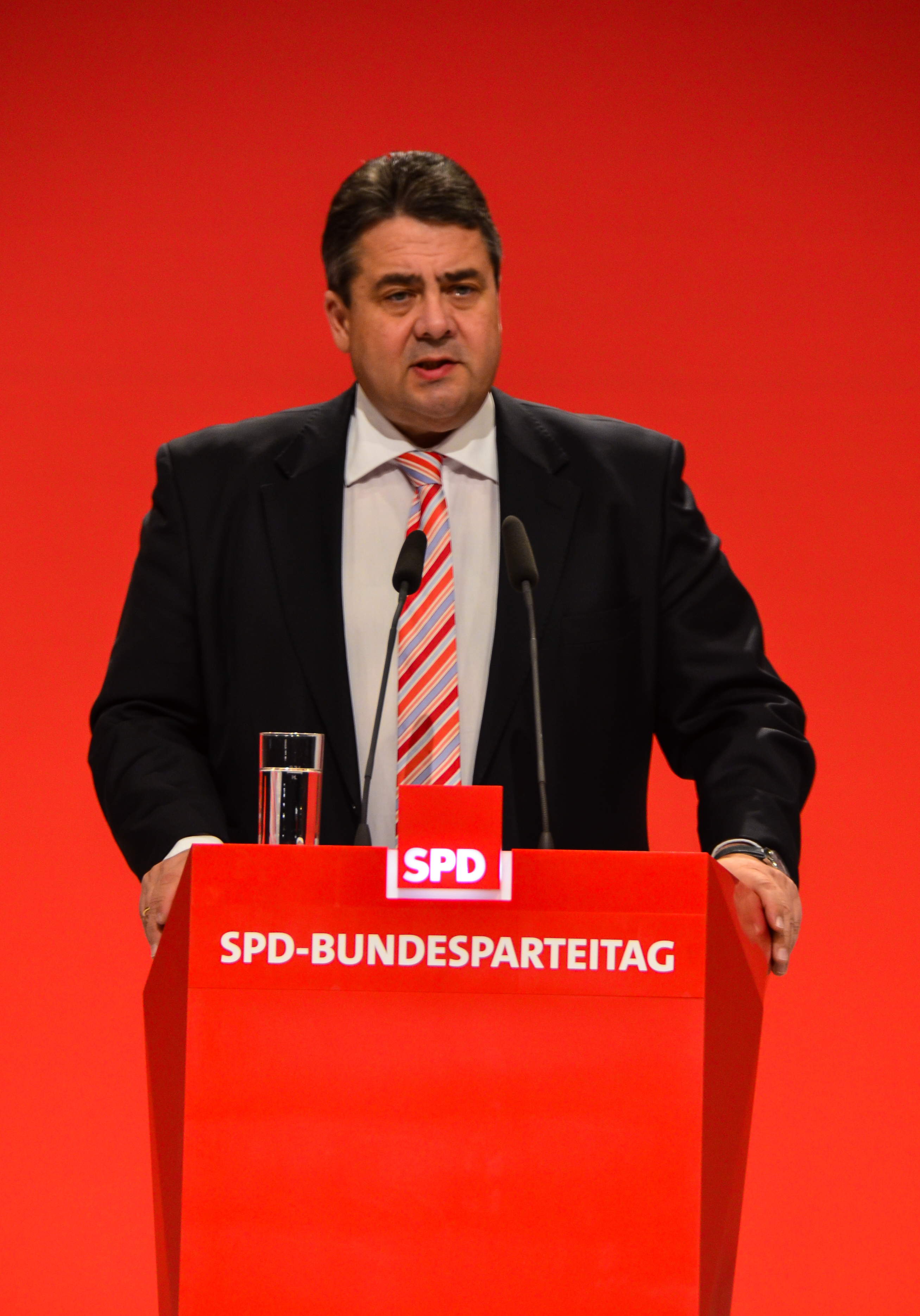
زیگمار گابریل، معاون صدراعظم آلمان (۲۰۱۳–۲۰۱۸) و رهبر سابق حزب سوسیال دموکرات

موضع فعلی حزب سوسیال دموکرات از رسیدن هدف نهایی سوسیال دموکراسی حمایت می‌کند، که به عنوان چشم‌انداز یک نظم اجتماعی شناخته می‌شود که در آن آزادی و عدالت اجتماعی در درجه اول اهمیت قرار دارد. طبق پلتفرم حزب، آزادی، عدالت و همبستگی اجتماعی اساس سوسیال دموکراسی را تشکیل می‌دهد. اقتصاد هماهنگ در یک بازار سوسیال باید تقویت شود و تولید در این اقتصاد باید به‌طور عادلانه‌ای توزیع شود. این حزب برای اطمینان از قدرت اقتصادی همه افراد در جامعه، وجود این نظام اقتصادی را ضروری می‌داند. در کنار این، حزب سوسیال دموکرات با تشکیل دولت رفاه سعی در محافظت از فقرای جامعه دارد. همزمان، از سیاست مالی پایدار حمایت می‌کند که ضمن ریشه کن کردن کسری بودجه، باری بر دوش نسل‌های آینده نمی‌گذارد. در سیاست‌های اجتماعی، سوسیال دموکرات‌ها در جامعه آزاد از حقوق مدنی و سیاسی افراد جامعه دفاع می‌کنند. در سیاست خارجی، هدف این حزب تأمین صلح جهانی از طریق متعادل سازی منافع جهانی با ابزارهای دموکراتیک است و پروژه ادغام بیشتر اروپایی، از اولویت‌های اصلی حزب است. حزب سوسیال دموکرات از مقررات اقتصادی برای به حداقل رساندن خسارات احتمالی در صورت بروز بحران برای بانک‌ها و مردم پشتیبانی می‌کند. آنها همچنین از سیاست اقتصادی و مالی مشترک اروپا و جلوگیری از تجارت سوداگرانه و همچنین رشد پایدار محیط زیست پشتیبانی می‌کنند.

### جناح‌های داخلی
بیشتر اعضای حزب سوسیال دموکرات آلمان به دو جناح اصلی یعنی سوسیال دموکرات‌های کینزی و سوسیال دمکرات‌های «میانه‌رو» راه سوم (وابسته به حلقه زیهایمر) تعلق دارند. در حالی که اعضای میانه‌روی حلقه زیهایمر از برنامه‌هایی همانند دستورکار ۲۰۱۰ که توسط گرهارد شرودر، صدراعظم پیشین آلمان در سال ۲۰۰۴ معرفی شده پشتیبانی می‌کند، سوسیال دموکرات‌های کینزی همچنان حامی سیاست‌های چپ کلاسیک و دولت رفاه هستند. جناح چپ کلاسیک حزب سوسیال دموکرات ادعا می‌کند که در سالهای اخیر، برنامه‌های اصلاحی مانند برنامه دستور کار ۲۰۱۰، اصلاحات هارتس و موضع‌گیری‌های لیبرال اقتصادی در حزب سوسیال دموکرات، موجب به حاشیه رانده شدن برنامه‌های اصلی حزب از جمله دولت رفاه شده‌است. طرح‌هایی مانند دستور کار ۲۰۱۰ که در دوره گرهارد شرودر در حزب تصویب شد، منجر به انشعاب در حزب سوسیال دموکرات شد. در سال ۲۰۰۵ نمایندگان و اعضای مخالف این دستور کار جدید حزبی، حزب جدیدی با نام کار و عدالت اجتماعی - جایگزین انتخاباتی (Arbeit & soziale Gerechtigkeit - Die Wahlalternative , WASG) را بنیان نهادند. این حزب بعداً در سال ۲۰۰۷ در حزب چپ آلمان (Die Linke) ادغام شد.

## پایگاه اجتماعی

### ساختار اجتماعی

نتایج حزب سوسیال دموکرات انتخابات فدرال ۲۰۲۱

قبل از جنگ جهانی دوم، سوسیال دموکرات‌ها به عنوان اصلی‌ترین حزب چپ غیر انقلابی، بیشترین پایگاه اجتماعی‌شان را در میان کارگران غیرکاتولیک و همچنین روشنفکران طرفدار اهداف مترقی اجتماعی و افزایش برابری اقتصادی داشتند. حزب سوسیال دموکرات پس از جنگ جهانی دوم در دوره رهبری کورت شوماخر در ابتدا با اقتصاد بازار آزاد و تمایلات غربگرایانه کنراد آدنوئر صدراعظم از حزب دموکرات مسیحی به شدت مخالفت کرد، اما حزب پس از مرگ شوماخر اقتصاد بازار آزاد و موقعیت آلمان در اتحاد با کشورهای غرب را پذیرفت تا بتواند پایگاه اجتماعی بزرگتری را در میان رای‌دهندگان در آلمان بعد از جنگ بدست آورد. در دهه ۱۹۹۰ اختلافاتی بین جناح چپ و جناح میانه‌روی حزب بوجود آمد که نقطه اوج آن جدا شدن تعداد قابل توجهی از اعضای حزب بود که بعداً به حزب سوسیالیست WASG پیوستند. این حزب کمی بعدتر در حزب چپ (Die Linke) ادغام شد.

### توزیع جغرافیایی

نتایج انتخابات در آلمان از سال ۱۹۴۹ تاکنون. نمودار قرمز مربوط به حزب سوسیال دموکرات است.

از نظر جغرافیایی، بیشتر حمایت‌های حزب سوسیال دموکرات در حال حاضر از شهرهای بزرگ، به ویژه شمال و غرب آلمان و برلین صورت می‌گیرد. از سال ۲۰۱۹، ۱۰ شهر از ۱۵ کلانشهر آلمان توسط شهرداران از حزب سوسیال دموکرات هدایت می‌شوند. منطقه کلانشهرهای روهر، جایی که استخراج ذغال سنگ و تولید فولاد بزرگترین منبع درآمد آن است، پایگاه قابل توجهی برای حزب سوسیال دموکرات در قرن ۲۰ فراهم کرده‌است. در ایالت شهر برمن، حزب سوسیال دموکرات به‌طور بی‌وقفه از سال ۱۹۴۹ دولت ایالتی را در دست دارد. حمایت عمومی از حزب سوسیال دموکرات در جنوب آلمان فقط محدود به شهرهای بزرگ است. در انتخابات فدرال ۲۰۰۹، حزب سوسیال دموکرات تنها حوزه انتخابیه خود را در کل ایالت بایرن که در مونیخ بود از دست داد.
شهرهای کوچکتری که از حزب سوسیال دموکرات حمایت می‌کنند، بغیر از شهرهای کوچک دانشگاهی مناطقی همانند ایالت براندنبورگ در شمال و شرق آلمان هستند که به‌طور سنتی جمعیتی پروتستان دارند. کمی جنوب‌تر، حزب سوسیال دموکرات از پشتیبانی خوبی در شمال هسن، مناطقی از فالتز و زارلند برخوردار است. سوسیال دموکرات‌ها در ایالت‌هایی همانند بایرن، زاکسن و تورینگن در سال‌های ۲۰۱۸ و ۲۰۱۹ ضعیف‌ترین نتایج خود را کسب کردند و درصد آرای آن در انتخابات ایالتی در این مناطق به زیر ده درصد رسید.

## نتایج انتخابات

### انتخابات رایشستاگ و بوندستاگ
| سال انتخابات | آرای حوزه انتخاباتی                                              | آرای لیست حزبی  | % از کل آرا (تا ۱۹۱۲) کل آرای لیست حزبی (از ۱۹۱۹) | کرسی‌های پیروز | تغییر | دولت                             |
| ------------ | ---------------------------------------------------------------- | --------------- | ------------------------------------------------- | ------------- | ----- | -------------------------------- |
| ۱۸۷۷         | ۴۹۳٬۴۴۷                                                          |                 | ۹٫۱ (چهارم)                                       | ۱۳ از ۳۹۷     |       | اپوزیسیون                        |
| ۱۸۷۸         | ۴۳۷٬۱۵۸                                                          |                 | ۷٫۶ (پنحم)                                        | ۹ از ۳۹۷      | 4     | اپوزیسیون                        |
| ۱۸۸۱         | ۳۱۱٬۹۶۱                                                          |                 | ۶٫۱ (هفتم)                                        | ۱۳ از ۳۹۷     | 4     | اپوزیسیون                        |
| ۱۸۸۴         | ۵۴۹٬۹۹۰                                                          |                 | ۹٫۷ (پنجم)                                        | ۲۴ از ۳۹۷     | 11    | اپوزیسیون                        |
| ۱۸۸۷         | ۷۶۳٬۱۰۲                                                          |                 | ۱۰٫۱ (پنجم)                                       | ۱۱ از ۳۹۷     | 13    | اپوزیسیون                        |
| ۱۸۹۰         | ۱٬۴۲۷٬۳۲۳                                                        |                 | ۱۹٫۷ (اول)                                        | ۳۵ از ۳۹۷     | 24    | اپوزیسیون                        |
| ۱۸۹۳         | ۱٬۷۸۶٬۷۳۸                                                        |                 | ۲۳٫۳ (اول)                                        | ۴۴ از ۳۹۷     | 9     | اپوزیسیون                        |
| ۱۸۹۸         | ۲٬۱۰۷٬۰۷۶                                                        |                 | ۲۷٫۲ (اول)                                        | ۵۶ از ۳۹۷     | 12    | اپوزیسیون                        |
| ۱۹۰۳         | ۳٬۰۱۰٬۷۷۱                                                        |                 | ۳۱٫۷ (اول)                                        | ۸۱ از ۳۹۷     | 25    | اپوزیسیون                        |
| ۱۹۰۷         | ۳٬۲۵۹٬۰۲۹                                                        |                 | ۲۸٫۹ (اول)                                        | ۴۳ از ۳۹۷     | 38    | اپوزیسیون                        |
| ۱۹۱۲         | ۴٬۲۵۰٬۳۹۹                                                        |                 | ۳۴٫۸ (اول)                                        | ۱۱۰ از ۳۹۷    | 67    | اپوزیسیون                        |
| ۱۹۱۲         | ۴٬۲۵۰٬۳۹۹                                                        | در دولت ائتلافی | ۳۴٫۸ (اول)                                        | ۱۱۰ از ۳۹۷    | 67    |                                  |
| ۱۹۱۲         | ۴٬۲۵۰٬۳۹۹                                                        | در دولت ائتلافی | ۳۴٫۸ (اول)                                        | ۱۱۰ از ۳۹۷    | 67    |                                  |
| ۱۹۱۹         |                                                                  | ۱۱٬۵۰۹٬۰۴۸      | ۳۷٫۹ (اول)                                        | ۱۶۵ از ۴۲۳    | 55    | در دولت ائتلافی                  |
| ۱۹۲۰         |                                                                  | ۶٬۱۷۹٬۹۹۱       | ۲۱٫۹ (اول)                                        | ۱۰۲ از ۴۵۹    | 63    | حمایت پارلمانی                   |
| ۱۹۲۰         | در دولت ائتلافی                                                  | ۶٬۱۷۹٬۹۹۱       | ۲۱٫۹ (اول)                                        | ۱۰۲ از ۴۵۹    | 63    |                                  |
| ۱۹۲۰         | حمایت پارلمانی                                                   | ۶٬۱۷۹٬۹۹۱       | ۲۱٫۹ (اول)                                        | ۱۰۲ از ۴۵۹    | 63    |                                  |
| ۱۹۲۰         | در دولت ائتلافی                                                  | ۶٬۱۷۹٬۹۹۱       | ۲۱٫۹ (اول)                                        | ۱۰۲ از ۴۵۹    | 63    |                                  |
| ۱۹۲۰         | اپوزیسیون                                                        | ۶٬۱۷۹٬۹۹۱       | ۲۱٫۹ (اول)                                        | ۱۰۲ از ۴۵۹    | 63    |                                  |
| مه ۱۹۲۴      |                                                                  | ۶٬۰۰۸٬۹۰۵       | ۲۰٫۵ (اول)                                        | ۱۰۰ از ۴۷۲    | 2     | اپوزیسیون                        |
| دسامبر ۱۹۲۴  |                                                                  | ۷٬۸۸۱٬۰۴۱       | ۲۶٫۰ (اول)                                        | ۱۳۱ از ۴۹۳    | 31    | اپوزیسیون                        |
| دسامبر ۱۹۲۴  | حمایت پارلمانی                                                   | ۷٬۸۸۱٬۰۴۱       | ۲۶٫۰ (اول)                                        | ۱۳۱ از ۴۹۳    | 31    |                                  |
| دسامبر ۱۹۲۴  | اپوزیسیون                                                        | ۷٬۸۸۱٬۰۴۱       | ۲۶٫۰ (اول)                                        | ۱۳۱ از ۴۹۳    | 31    |                                  |
| [۱۹۲۸        |                                                                  | ۹٬۱۵۲٬۹۷۹       | ۲۹٫۸ (اول)                                        | ۱۵۳ از ۴۹۱    | 22    | در دولت ائتلافی                  |
| ۱۹۳۰         |                                                                  | ۸٬۵۷۵٬۲۴۴       | ۲۴٫۵ (اول)                                        | ۱۴۳ از ۵۷۷    | 10    | اپوزیسیون                        |
| ژوئیه ۱۹۳۲   |                                                                  | ۷٬۹۵۹٬۷۱۲       | ۲۱٫۶ (دوم)                                        | ۱۳۳ از ۶۰۸    | 10    | اپوزیسیون                        |
| نوامبر ۱۹۳۲  |                                                                  | ۷٬۲۴۷٬۹۰۱       | ۲۰٫۴ (دوم)                                        | ۱۲۱ از ۵۸۴    | 12    | اپوزیسیون                        |
| مارس ۱۹۳۳    |                                                                  | ۷٬۱۸۱٬۶۲۹       | ۱۸٫۳ (دوم)                                        | ۱۲۰ از ۶۶۷    | 1     | اپوزیسیون                        |
| نوامبر ۱۹۳۳  | ممنوع. حزب ناسیونال سوسیالیست کارگران آلمان تنها حزب قانونی بود. |                 |                                                   |               |       |                                  |
| ۱۹۳۶         | ممنوع. حزب ناسیونال سوسیالیست کارگران آلمان تنها حزب قانونی بود. |                 |                                                   |               |       |                                  |
| ۱۹۳۸         | ممنوع. حزب ناسیونال سوسیالیست کارگران آلمان تنها حزب قانونی بود. |                 |                                                   |               |       |                                  |
| ۱۹۴۹         |                                                                  | ۶٬۹۳۴٬۹۷۵       | ۲۹٫۲ (دوم)                                        | ۱۳۱ از ۴۰۲    | 11    | اپوزیسیون                        |
| [۱۹۵۳        | ۸٬۱۳۱٬۲۵۷                                                        | ۷٬۹۴۴٬۹۴۳       | ۲۸٫۸ (دوم)                                        | ۱۶۲ از ۵۰۹    | 22    | اپوزیسیون                        |
| ۱۹۵۷         | ۱۱٬۹۷۵٬۴۰۰                                                       | ۱۱٬۸۷۵٬۳۳۹      | ۳۱٫۸ (دوم)                                        | ۱۸۱ از ۵۱۹    | 19    | اپوزیسیون                        |
| ۱۹۶۱         | ۱۱٬۶۷۲٬۰۵۷                                                       | ۱۱٬۴۲۷٬۳۵۵      | ۳۶٫۲ (دوم)                                        | ۲۰۳ از ۵۲۱    | 22    | اپوزیسیون                        |
| ۱۹۶۵         | ۱۲٬۹۹۸٬۴۷۴                                                       | ۱۲٬۸۱۳٬۱۸۶      | ۳۹٫۳ (دوم)                                        | ۲۱۷ از ۵۱۸    | 14    | در دولت ائتلافی (CDU/CSU–SPD)    |
| ۱۹۶۹         | ۱۴٬۴۰۲٬۳۷۴                                                       | ۱۴٬۰۶۵٬۷۱۶      | ۴۲٫۷ (دوم)                                        | ۲۳۷ از ۵۱۸    | 20    | در دولت ائتلافی (SPD–FDP)        |
| ۱۹۷۲         | ۱۸٬۲۲۸٬۲۳۹                                                       | ۱۷٬۱۷۵٬۱۶۹      | ۴۵٫۸ (اول)                                        | ۲۴۲ از ۵۱۸    | 5     | در دولت ائتلافی (SPD–FDP)        |
| ۱۹۷۶         | ۱۶٬۴۷۱٬۳۲۱                                                       | ۱۶٬۰۹۹٬۰۱۹      | ۴۲٫۶ (دوم)                                        | ۲۲۴ از ۵۱۸    | 18    | در دولت ائتلافی (SPD–FDP)        |
| ۱۹۸۰         | ۱۶٬۸۰۸٬۸۶۱                                                       | ۱۶٬۲۶۰٬۶۷۷      | ۴۲٫۹ (دوم)                                        | ۲۲۸ از ۵۱۹    | 4     | در دولت ائتلافی (SPD–FDP)        |
| ۱۹۸۳         | ۱۵٬۶۸۶٬۰۳۳                                                       | ۱۴٬۸۶۵٬۸۰۷      | ۳۸٫۲ (دوم)                                        | ۲۰۲ از ۵۲۰    | 26    | اپوزیسیون                        |
| ۱۹۸۷         | ۱۴٬۷۸۷٬۹۵۳                                                       | ۱۴٬۰۲۵٬۷۶۳      | ۳۷٫۰ (دوم)                                        | ۱۹۳ از ۵۱۹    | 9     | اپوزیسیون                        |
| ۱۹۹۰         | ۱۶٬۲۷۹٬۹۸۰                                                       | ۱۵٬۵۴۵٬۳۶۶      | ۳۳٫۵ (دوم)                                        | ۲۳۹ از ۶۶۲    | 46    | اپوزیسیون                        |
| ۱۹۹۴         | ۱۷٬۹۶۶٬۸۱۳                                                       | ۱۷٬۱۴۰٬۳۵۴      | ۳۶٫۴ (دوم)                                        | ۲۵۲ از ۶۷۲    | 13    | اپوزیسیون                        |
| ۱۹۹۸         | ۲۱٬۵۳۵٬۸۹۳                                                       | ۲۰٬۱۸۱٬۲۶۹      | ۴۰٫۹ (اول)                                        | ۲۹۸ از ۶۶۹    | 43    | در دولت ائتلافی (SPD–Greens)     |
| ۲۰۰۲         | ۲۰٬۰۵۹٬۹۶۷                                                       | ۱۸٬۴۸۴٬۵۶۰      | ۳۸٫۵ (اول)                                        | ۲۵۱ از ۶۰۳    | 47    | در دولت ائتلافی (SPD–Greens)     |
| ۲۰۰۵         | ۱۸٬۱۲۹٬۱۰۰                                                       | ۱۶٬۱۹۴٬۶۶۵      | ۳۴٫۲ (دوم)                                        | ۲۲۲ از ۶۱۴    | 29    | در دولت ائتلافی (CDU/CSU–SPD)    |
| ۲۰۰۹         | ۱۲٬۰۷۷٬۴۳۷                                                       | ۹٬۹۸۸٬۸۴۳       | ۲۳٫۰ (دوم)                                        | ۱۴۶ از ۶۲۲    | 76    | اپوزیسیون                        |
| ۲۰۱۳         | ۱۲٬۸۳۵٬۹۳۳                                                       | ۱۱٬۲۴۷٬۲۸۳      | ۲۵٫۷ (دوم)                                        | ۱۹۳ از ۶۳۰    | 42    | در دولت ائتلافی (CDU/CSU–SPD)    |
| ۲۰۱۷         | ۱۱٬۴۲۶٬۶۱۳                                                       | ۹٬۵۳۸٬۳۶۷       | ۲۰٫۵ (دوم)                                        | ۱۵۳ از ۷۰۹    | 40    | در دولت ائتلافی (CDU/CSU–SPD)    |
| ۲۰۲۱         | ۱۲٬۲۲۷٬۹۹۸                                                       | ۱۱٬۹۴۹٬۳۷۴      | ۲۵/۷ (اول)                                        | ۲۰۶ از ۷۰۹    | 53    | در دولت ائتلافی (SPD–Greens–FDP) |

- نتایج انتخاباتی ۱۹۱۲
- نتایج انتخابات مجلس مؤسسان ۱۹۱۹
- نتایج انتخابات ۱۹۲۸
- نتایج انتخابات ۱۹۵۳
- نتایج انتخابات ۱۹۷۲
- نتایج انتخابات ۱۹۹۸
- نتایج انتخابات ۲۰۱۷
- نتایج انتخابات ۲۰۲۱

توضیح: مناطق قرمز مناطقی هستند که به حزب سوسیال دموکرات رای دادند.

### پارلمان اروپا
| سال انتخابات | تعداد کل آرا | درصد از کل آرا | تعداد کرسی‌های پیروز | تغییر |
| ------------ | ------------ | -------------- | ------------------- | ----- |
| ۱۹۷۹         | ۱۱٬۳۷۰٬۰۴۵   | ۴۰٫۸ (اول)     | ۳۳ از ۸۱            |       |
| ۱۹۸۴         | ۹٬۲۹۶٬۴۱۷    | ۳۷٫۴ (دوم)     | ۳۲ از ۸۱            | 1     |
| ۱۹۸۹         | ۱۰٬۵۲۵٬۷۲۸   | ۳۷٫۳ (اول)     | ۳۰ از ۸۱            | 2     |
| ۱۹۹۴         | ۱۱٬۳۸۹٬۶۹۷   | ۳۲٫۲ (اول)     | ۴۰ از ۹۹            | 10    |
| ۱۹۹۹         | ۸٬۳۰۷٬۰۸۵    | ۳۰٫۷ (دوم)     | ۳۳ از ۹۹            | 7     |
| ۲۰۰۴         | ۵٬۵۴۷٬۹۷۱    | ۲۱٫۵ (دوم)     | ۲۳ از ۹۹            | 10    |
| ۲۰۰۹         | ۵٬۴۷۲٬۵۶۶    | ۲۰٫۸ (دوم)     | ۲۳ از ۹۹            | 0     |
| ۲۰۱۴         | ۷٬۹۹۹٬۹۵۵    | ۲۷٫۲ (دوم)     | ۲۷ از ۹۶            | 4     |
| ۲۰۱۹         | ۵٬۹۱۴٬۹۵۳    | ۱۵٫۸ (سوم)     | ۱۶ از ۹۶            | 11    |

### پارلمان‌های ایالتی (Länder)
| پارلمان ایالتی                   | سال انتخابات | تعداد کل آرا | درصد از کل آرا | تعداد کرسی‌ها | تعداد کرسی‌ها | تعداد کرسی‌ها | دولت            |
| پارلمان ایالتی                   | سال انتخابات | تعداد کل آرا | درصد از کل آرا | تعداد.       | ±            | مکان         | دولت            |
| -------------------------------- | ------------ | ------------ | -------------- | ------------ | ------------ | ------------ | --------------- |
| پارلمان ایالتی بادن وورتمبرگ     | ۲۰۲۱         | ۵۳۵٬۴۶۲      | ۱۱٫۰ (سوم)     | ۱۹ از ۱۴۳    | 0            | سوم          | اپوزیسیون       |
| بایرن                            | ۲۰۱۸         | ۱٬۳۱۷٬۹۴۲    | ۹٫۷ (پنجم)     | ۲۲ از ۲۰۵    | 20           | پنجم         | اپوزیسیون       |
| سنای برلین                       | ۲۰۲۱         | ۳۸۹٬۹۶۵      | ۲۱٫۴ (دوم)     | ۳۴ از ۱۶۰    | 2            | دوم          | در حال مذاکره   |
| پارلمان ایالتی براندنبورگ        | ۲۰۱۹         | ۳۳۱٬۲۳۸      | ۲۶٫۲ (اول)     | ۲۵ از ۸۸     | 5            | اول          | SPD–CDU–Greens  |
| سنای برمن                        | ۲۰۱۹         | ۳۶۵٬۳۱۵      | ۲۴٫۹ (دوم)     | ۲۳ از ۸۴     | 7            | دوم          | SPD–Greens–Left |
| پارلمان هامبورگ                  | ۲۰۲۰         | ۱٬۵۵۴٬۷۶۰    | ۳۹٫۰ (اول)     | ۵۴ از ۱۲۱    | 4            | اول          | SPD–Greens      |
| پارلمان ایالتی هسن               | ۲۰۱۸         | ۵۷۰٬۱۶۶      | ۱۹٫۸ (سوم)     | ۲۹ از ۱۳۷    | 8            | سوم          | اپوزیسیون       |
| پارلمان ایالتی نیدرزاکسن         | ۲۰۱۷         | ۱٬۴۱۳٬۹۹۰    | ۳۶٫۹ (اول)     | ۵۵ از ۱۳۷    | 6            | اول          | SPD–CDU         |
| پارلمان ایالتی مکلنبورگ فورپومرن | ۲۰۲۱         | ۳۶۱٫۷۶۱      | ۳۹٫۶(اول)      | ۳۴ از ۷۹     | 8            | اول          | در حال مذاکره   |
| پارلمان ایالتی نوردراین وستفالن  | ۲۰۱۸         | ۲٬۶۴۹٬۲۰۵    | ۳۱٫۲ (دوم)     | ۶۹ از ۱۹۹    | 30           | دوم          | اپوزیسیون       |
| پارلمان ایالتی راینلند فالتس     | ۲۰۲۱         | ۶۹۱٬۰۵۵      | ۳۵٫۷ (اول)     | ۳۹ از ۱۰۱    | 0            | اول          | SPD–Greens–FDP  |
| پارلمان ایالتی زارلند            | ۲۰۱۷         | ۱۵۷٬۸۴۱      | ۲۹٫۶ (دوم)     | ۱۷ از ۵۱     | 0            | دوم          | CDU–SPD         |
| پارلمان ایالت آزاد زاکسن         | ۲۰۱۹         | ۱۶۷٬۲۸۹      | ۷٫۷ (پنجم)     | ۱۰ از ۱۱۹    | 8            | پنجم         | CDU–SPD–Greens  |
| پارلمان ایالتی زاکسن آنهالت      | ۲۰۲۱         | ۸۹٬۴۷۵       | ۸٫۴ (چهارم)    | ۹ از ۹۷      | 2            | چهارم        | CDU–SPD–FDP     |
| پارلمان ایالتی اشلسویگ هولشتاین  | ۲۰۱۷         | ۴۰۰٬۶۳۵      | ۲۷٫۲ (دوم)     | ۲۱ از ۷۳     | 1            | دوم          | اپوزیسیون       |
| پارلمان ایالتی تورینگن           | ۲۰۱۹         | ۹۰٬۹۸۴       | ۸٫۲ (چهارم)    | ۸ از ۹۰      | 4            | چهارم        | Left–SPD–Greens |

## رهبری حزب
رهبر فدرال توسط شش معاون رهبر و مجری حزب پشتیبانی می‌شود.
رهبران فعلی ساسکیا اسکن و نوربرت والتر بوریان هستند. رهبر قبلی آندره ناهلز بود. وی در تاریخ ۲ ژوئن ۲۰۱۹ از رهبری حزب کنار رفت.
از آنجا که آلمان یک جمهوری فدرال است، هر یک از ایالت‌های آلمان شعبه حزب سوسیال دموکرات خود را در سطح ایالت دارند. رهبران فعلی احزاب سوسیال دموکرات ایالتی به شرح زیر هستند:
| ایالت             | رهبر                          | کرسی‌ها    | دولت              |
| ----------------- | ----------------------------- | --------- | ----------------- |
| بادن-وورتمبرگ     | آندریاس اشتوخ                 | ۱۹ از ۱۴۳ | در اپوزیسیون      |
| بایرن             | ناتاشا کوهن                   | ۲۲ از ۲۰۵ | در اپوزیسیون      |
| برلین             | فرانتسیسکا گیفی، صالح راعد    | ۳۸ از ۱۶۰ | در ائتلاف         |
| براندنبورگ        | دیتمار وویدکه                 | ۲۵ از ۸۸  | در ائتلاف         |
| برمن              | ساشا کارولین آولپ             | ۳۰ از ۸۳  | در ائتلاف         |
| هامبورگ           | ملانی لئونهارد                | ۵۱ از ۱۲۱ | در ائتلاف         |
| هسن               | نانسی فائزر                   | ۳۷ از ۱۱۰ | در اپوزیسیون      |
| نیدرزاکسن         | اشتفان وایل                   | ۵۵ از ۱۳۷ | در ائتلاف         |
| مکلنبورگ-فورپومرن | مانوئلا اشوزیگ                | ۲۶ از ۷۱  | در ائتلاف         |
| نوردراین-وستفالن  | توماس کوتشاتی                 | ۶۹ از ۱۹۹ | در اپوزیسیون      |
| راینلاند-فالتس    | روگر لونتس                    | ۳۹ از ۱۰۱ | در ائتلاف         |
| زارلند            | آنکه رلینگر                   | ۱۷ از ۵۱  | در ائتلاف - اقلیت |
| راکسن             | مارتین دولیگ                  | ۱۸ از ۱۲۶ | در ائتلاف - اقلیت |
| زاکسن-آنهالت      | آندریاس اشمیت، یولیانه کلیمان | ۱۱ از ۸۷  | در ائتلاف - اقلیت |
| اشلسویگ-هولشتاین  | سرپیل میدیاتلی                | ۲۱ از ۷۳  | در اپوزیسیون      |
| تورینگن           | گئورگ مایر                    | ۱۳ از ۹۱  | در ائتلاف - اقلیت |